# NGC 2883
NGC 2883 ist eine irreguläre Galaxie vom Hubble-Typ IBm im Sternbild Schiffskompass. Sie ist schätzungsweise 43 Millionen Lichtjahre von der Milchstraße entfernt.
Das Objekt wurde am 7. April 1837 von John Herschel entdeckt.